# オトメキ
『オトメキ』は、2008年4月30日から2009年3月18日まで中国放送（RCCテレビ）で毎週水曜24:29 - 25:29に放送されていたバラエティ番組。吉本興業が制作協力していた。

## 概要
かつて水曜深夜に放送されていた『ぶらぴ』と、日曜深夜に放送されていた『ブルマン』の後継番組に当たる。担当ディレクターは加藤久嗣。
独立した番組ではなく、複数の番組を内包した1時間半の番組『水曜エンターテインメント』の前半パートとなっていた。当初の放送開始時刻は23時55分だったが、後に24時29分放送開始になった。放送内容は、女性3人が体を張って女磨きをする「オトメの体験」パート。毎回有名人や著名人が広島へ出向き、バーを模したセットでトークをする「TALK BAR」パート。2つのコーナーに挟み込まれる形で注目の商品を紹介するショートコーナー「オトメキガールズ」パートで構成されていた。「TALK BAR」パートには主に吉本興業所属のタレントたちが出演していた。
番組放送開始に先駆けて出演者オーディションが行われ、寺本史香・坊美希・田中悠貴・泉田文佳が選出された。
番組の終了後、多くの出演者たちが後継番組の『アォーン!』へと移行している。

## 命名
オトメキのタイトルについて、オトメの体験パートのオトメのときめきを略して付けられていた。

## 出演者
- オトメの体験
  - 伊藤文（中国放送アナウンサー）
  - 森田まりこ（吉本興業所属）
  - 寺本史香（オーディション合格者）
- TALK BAR
  - 青山高治（中国放送アナウンサー）
  - 石田靖（吉本興業所属）
  - 坊美希（オーディション合格者）
- オトメキガールズ
  - 田中悠貴（オーディション合格者）
  - 泉田文佳（オーディション合格者）